# Eutrepsia crusa
Eutrepsia crusa är en fjärilsart som beskrevs av Druce 1893. Eutrepsia crusa ingår i släktet Eutrepsia och familjen mätare. Inga underarter finns listade i Catalogue of Life.